# Ace Combat 6: Fires of Liberation
Ace Combat 6: Fires Of Liberation är ett flygsimulatorspel till plattformen Xbox 360 som utvecklades och distribuerades av Namco år 2007.